# Gampsocera infuscata
Gampsocera infuscata är en tvåvingeart som beskrevs av Becker 1911. Gampsocera infuscata ingår i släktet Gampsocera och familjen fritflugor. Inga underarter finns listade i Catalogue of Life.